# السريانية الكاثوليكية البطريركية في القدس
السريانية الكاثوليكية البطريركية في القدس (بشكل غير رسمي أورشليم السريان) هي إكسرخسية بطريركية (تبشيرية شرقية كاثوليكية اختصاص ما قبل الأبرشية) تابعة للكنيسة السريانية الكاثوليكية (الطقوس الأنطاكية باللغة السريانية والآرامية) لفلسطين والأردن.
وهي تابعة بشكل مباشر لبطريرك أنطاكية للسريان الكاثوليك (مع كرسيه في بيروت)، ولكنها ليست جزءًا من ولايته أو أي مقاطعة كنسية أخرى، وتعتمد في روما على دائرة الكنائس الشرقية.

## تاريخ
تأسست عام 1991 تحت اسم إكسرخسية بطريركية في القدس (فلسطين والأردن)، على أراضي (فلسطين وعبر الأردن) في السابق دون أن تكون تابعة لكنيسة خاصة ذات سيادة، والتي كانت تحكم كنائبة بطريركية للسريان في القدس.

## المطارنة البطريركيون في القدس (فلسطين والأردن)
- الأب بيار جاروي (؟ - 25.02.1820)، أصبح لاحقًا بطريرك أنطاكية للسريان (لبنان) باسم إغناطيوس بطرس السابع جروه ([1820.02.25] 28.01.1828 - الوفاة 16.10.1851)
- غريغوار بيير عبد الأحد (1991 – 2000)، أسقف باتنا للسريان الفخري (29/06/1996 – 2016/02/2001)؛ النائب البطريركي السابق للقدس (فلسطين والأردن) للسريان (فلسطين) (1978 – 1991)؛ لاحقاً بطريرك أنطاكية للسريان (لبنان) ([2001.02.16] 2001.02.24 – تقاعد 2008.01.25) بصفته إيغناس بيار الثامن عبد الأحد، رئيس سينودس الكنيسة السريانية الكاثوليكية (2001.02.24 – 2008.01.25)
- غريغوار بيير ملكي (25 فبراير 2002 - 20 نوفمبر 2019)، أسقف باتنا للسريان الفخري (25 فبراير 2002 - حتى الآن)
- كميل افرام انطوان سمعان (28 مارس 2020 [1] – حتى الآن)

## روابط خارجية
- الإيكسرانية البطريركية السريانية في القدس (فلسطين والأردن)
- إكسرخسية القدس البطريركية في القدس (فلسطين والأردن وسوريا)